# Bañado de los Cinco Sauces
El Bañado de los Cinco Sauces es un curso de agua uruguayo que atraviesa el departamento de Tacuarembó perteneciente a la cuenca hidrográfica del Río de la Plata.
Nace en la Cuchilla de Hospital y desemboca en el arroyo Caraguatá tras recorrer alrededor de 32 km.